# Danai Gurira
Danai Gurira, född 14 februari 1978 i Grinnell, Iowa, USA, är en amerikansk skådespelare och dramatiker. Hon är mest känd för sin roll som Michonne i TV-serien The Walking Dead på AMC. Den tionde säsongen av The Walking Dead är den sista säsongen för Gurira, som har framställt Michonne sedan den tredje säsongen.
Hon talar fyra språk: franska, shona, grundläggande Xhosa och engelska.

## Filmografi (i urval)
- 2007 – The Visitor
- 2008 – Livet från den andra sidan
- 2010 – My Soul to Take
- 2010–2011 – My Soul to Take (TV-serie)
- 2010–2020 – The Walking Dead (TV-serie)
- 2018 – Black Panther
- 2018 – Avengers: Infinity War
- 2019 – Avengers: Endgame
- 2021 – What If...? (TV-serie) (röst)
- 2022 – Black Panther: Wakanda Forever